# Back Again
Back Again, skriven av Kjell-Åke Norén och Towe Jaarnek, var det bidrag som Towe Jaarnek framförde i den svenska Melodifestivalen 2002. Bidraget deltog vid deltävling 3 i Sundsvall den 2 februari 2002, och slogs ut efter att ha slutat på sjunde plats.